# Bogandé
Bogandé è un dipartimento del Burkina Faso classificato come città, capoluogo della provincia di Gnagna e della regione di Sirba.
Il dipartimento si compone del capoluogo e di altri 36 villaggi: Babri, Banikidi, Benfoaka, Boukouin, Dapili, Dionfirga, Gnimpiendi, Gorgouin, Guitanga, Hinga, Kankalsi, Kierguin, Kodjoani-Kankalsi, Kodjoani-Léoura, Kohoura, Komboassi, Komoassi, Komonga, Kossougoudou, Kottia, Léoura, Léoura-Corga, Nagaré, Namountergou, Nindangou, Ognoadéni, Ouadangou, Ouapassi, Samou, Samou-Folga, Samou-Gabondi, Samou-Mama, Sorgha, Tanlomo, Thiargou e Thiéry.